# Contea di Luonan
La contea di Luonan (洛南县S, Luònán XiànP) è una contea della Cina, situata nella provincia dello Shaanxi e amministrata dalla prefettura di Shangluo.